# Chang Chun-ha
Chang Chun-ha (* 27. August 1918 in Ŭiju, früheres Chōsen, heutiges Nordkorea; † 17. August 1975 in Uijeongbu, Südkorea) war ein südkoreanischer Politiker, Journalisten und Unabhängigkeitsaktivist gegen die japanische Herrschaft.

## Leben
Chang kämpfte in der von Kim Gu gegründeten Koreanischen Befreiungsarmee gegen die japanische Herrschaft über Korea. Danach wurde er Journalist und politischer Aktivist. Er brachte es in Südkorea zu einem angesehenen Politiker. Er hat sich gegen die Yushin-Verfassung von 1972 ausgesprochen und der daraus resultierenden Yushin-Regierung des Militärdiktators Park Chung-hee. Chang stand unter strenger Überwachung durch die Polizei und durch den südkoreanischen Geheimdienst Korea Central Intelligence Agency (KCIA). Die Todesumstände im Jahr 1975 sind umstritten. Offiziell starb er bei einem Kletterunfall. Die von Kim Dae-jung 2000 eingesetzte Wahrheitskommission für verdächtige Todesfälle nahm Ermittlungen auf. Der KCIA wird mit diesem Todesfall in Verbindung gebracht, aber die tatsächlichen Umstände konnten nicht gänzlich geklärt werden. 2012 erfolgte eine Exhumierung, dessen Ergebnis darauf hindeutet, dass er ermordet worden sein könnte.

## Auszeichnungen
1962 erhielt er den Ramon-Magsaysay-Preis.